# Ayette
Ayette [ajɛt] est une commune française située dans le département du Pas-de-Calais en région Hauts-de-France. Ses habitants sont appelés les Ayettois.
La commune fait partie de la communauté de communes du Sud-Artois qui regroupe 64 communes et compte 27 059 habitants en 2021.

## Géographie

### Localisation
Localisée dans le sud-est du département du Pas-de-Calais, Ayette est une commune rurale située, à vol d'oiseau, à 10 km au nord-ouest de la commune de Bapaume et à 13 km au sud de la commune d’Arras (chef-lieu d'arrondissement et préfecture du Pas-de-Calais).
Le territoire de la commune est limitrophe de ceux de six communes.
Les communes limitrophes sont Boiry-Sainte-Rictrude, Moyenneville, Ablainzevelle, Boiry-Saint-Martin, Bucquoy et Douchy-lès-Ayette.

### Géologie et relief
La superficie de la commune est de 5,15 km2 ; son altitude varie de 97  à   139 mètres.

### Hydrographie
Le territoire de la commune est situé dans le bassin Artois-Picardie. Elle n'est drainée par aucun cours d'eau,.

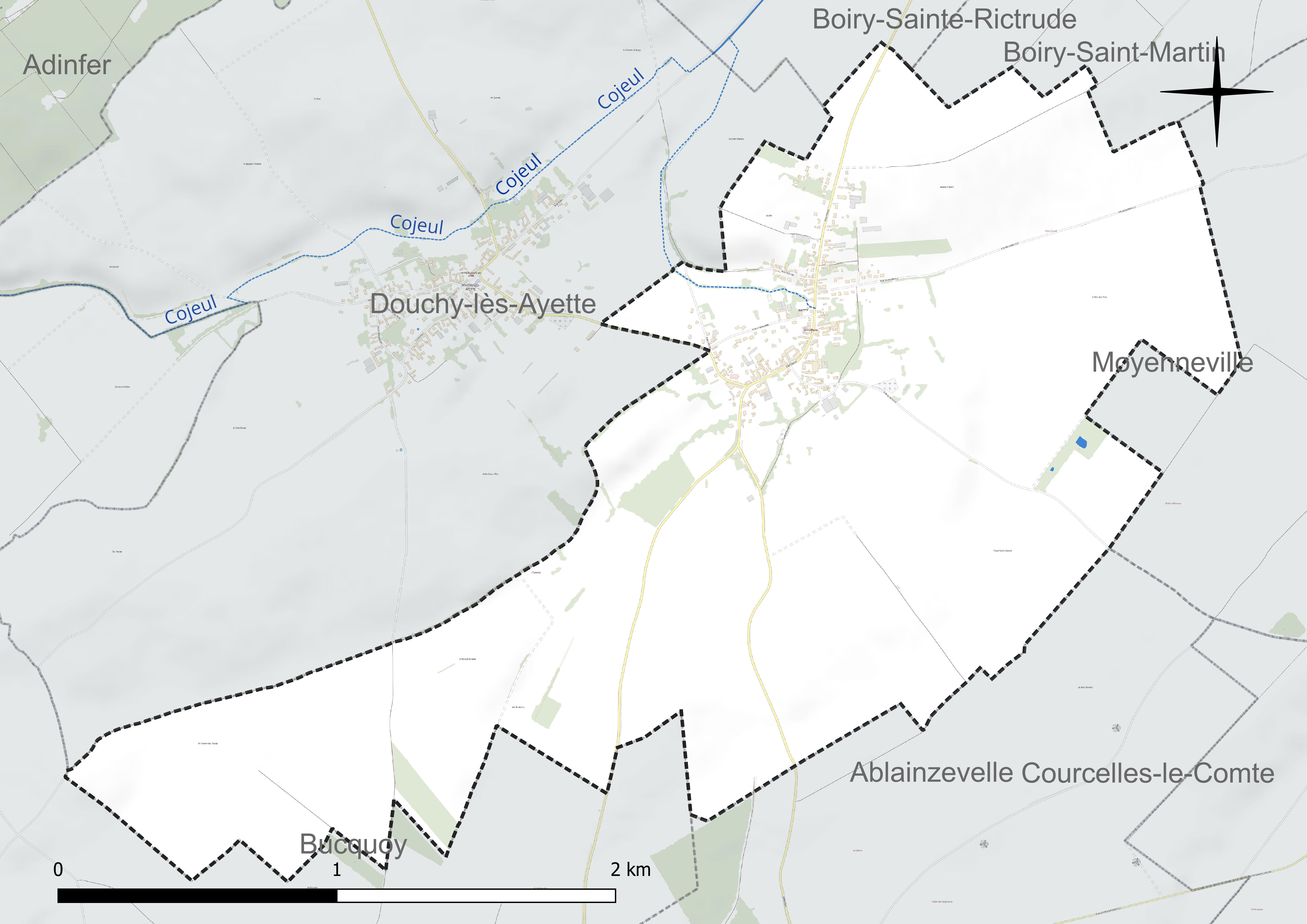
Réseau hydrographique d'Ayette.

### Climat
Pour des articles plus généraux, voir Climat des Hauts-de-France et Climat du Pas-de-Calais.
En 2010, le climat de la commune est de type climat océanique dégradé des plaines du Centre et du Nord, selon une étude du CNRS s'appuyant sur une série de données couvrant la période 1971-2000. En 2020, Météo-France publie une typologie des climats de la France métropolitaine dans laquelle la commune est exposée à un climat océanique et est dans la région climatique Nord-est du bassin Parisien, caractérisée par un ensoleillement médiocre, une pluviométrie moyenne régulièrement répartie au cours de l'année et un hiver froid (3 °C).
Pour la période 1971-2000, la température annuelle moyenne est de 10,1 °C, avec une amplitude thermique annuelle de 14,3 °C. Le cumul annuel moyen de précipitations est de 795 mm, avec 12,4 jours de précipitations en janvier et 9 jours en juillet. Pour la période 1991-2020, la température moyenne annuelle observée sur la station météorologique la plus proche, située sur la commune de Wancourt à 13 km à vol d'oiseau, est de 10,8 °C et le cumul annuel moyen de précipitations est de 711,4 mm,. Pour l'avenir, les paramètres climatiques de la commune estimés pour 2050 selon différents scénarios d'émission de gaz à effet de serre sont consultables sur un site dédié publié par Météo-France en novembre 2022.

### Paysages
Pour un article plus général, voir Paysage en France.
La commune s'inscrit dans les « paysages des grandes plaines arrageoises et cambrésiennes » tels qu'ils sont définis dans l'atlas de paysages de la région Nord-Pas-de-Calais, conçu par la direction régionale de l'Environnement, de l'Aménagement et du Logement (DREAL),.
Ces « paysages des grandes plaines arrageoises et cambrésiennes », qui concernent 238 communes, sont constitués de 80,36 % de cultures, de 8,01 % d'espaces artificialisés avec les communes principales de Cambrai, Caudry, Bapaume et Avesnes-le-Comte, de 7,25 % de prairies naturelles, permanentes, de 3,19 % de forêts et de milieux semi-naturels, 0,77 % de friches industrielles, de 0,38 % de cours d'eau et plan d'eau et de 0,04 % d’espaces industriels. Ces paysages sont dominés par les « grandes cultures » de céréales et de betteraves industrielles qui représentent 70 % de la surface agricole utilisée (SAU).

## Urbanisme

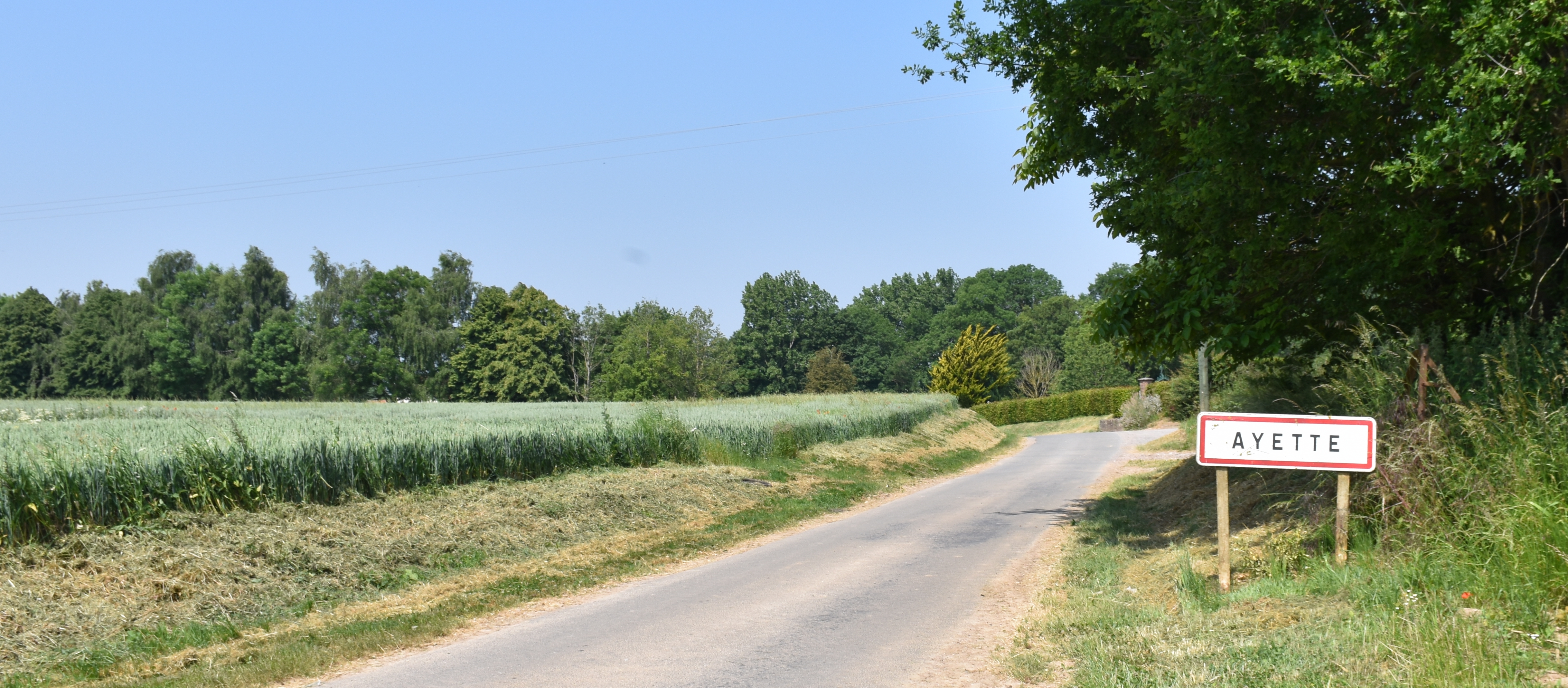
Une entrée de la commune.

### Typologie
Au 1er janvier 2024, Ayette est catégorisée commune rurale à habitat dispersé, selon la nouvelle grille communale de densité à sept niveaux définie par l'Insee en 2022.
Elle est située hors unité urbaine. Par ailleurs la commune fait partie de l'aire d'attraction d'Arras, dont elle est une commune de la couronne,. Cette aire, qui regroupe 163 communes, est catégorisée dans les aires de 50 000 à moins de 200 000 habitants,.

### Occupation des sols
L'occupation des sols de la commune, telle qu'elle ressort de la base de données européenne d'occupation biophysique des sols Corine Land Cover (CLC), est marquée par l'importance des territoires agricoles (93 % en 2018), une proportion identique à celle de 1990 (93 %). La répartition détaillée en 2018 est la suivante : 
terres arables (80,7 %), prairies (12,3 %), zones urbanisées (7 %). L'évolution de l'occupation des sols de la commune et de ses infrastructures peut être observée sur les différentes représentations cartographiques du territoire : la carte de Cassini (XVIIIe siècle), la carte d'état-major (1820-1866) et les cartes ou photos aériennes de l'IGN pour la période actuelle (1950 à aujourd'hui).

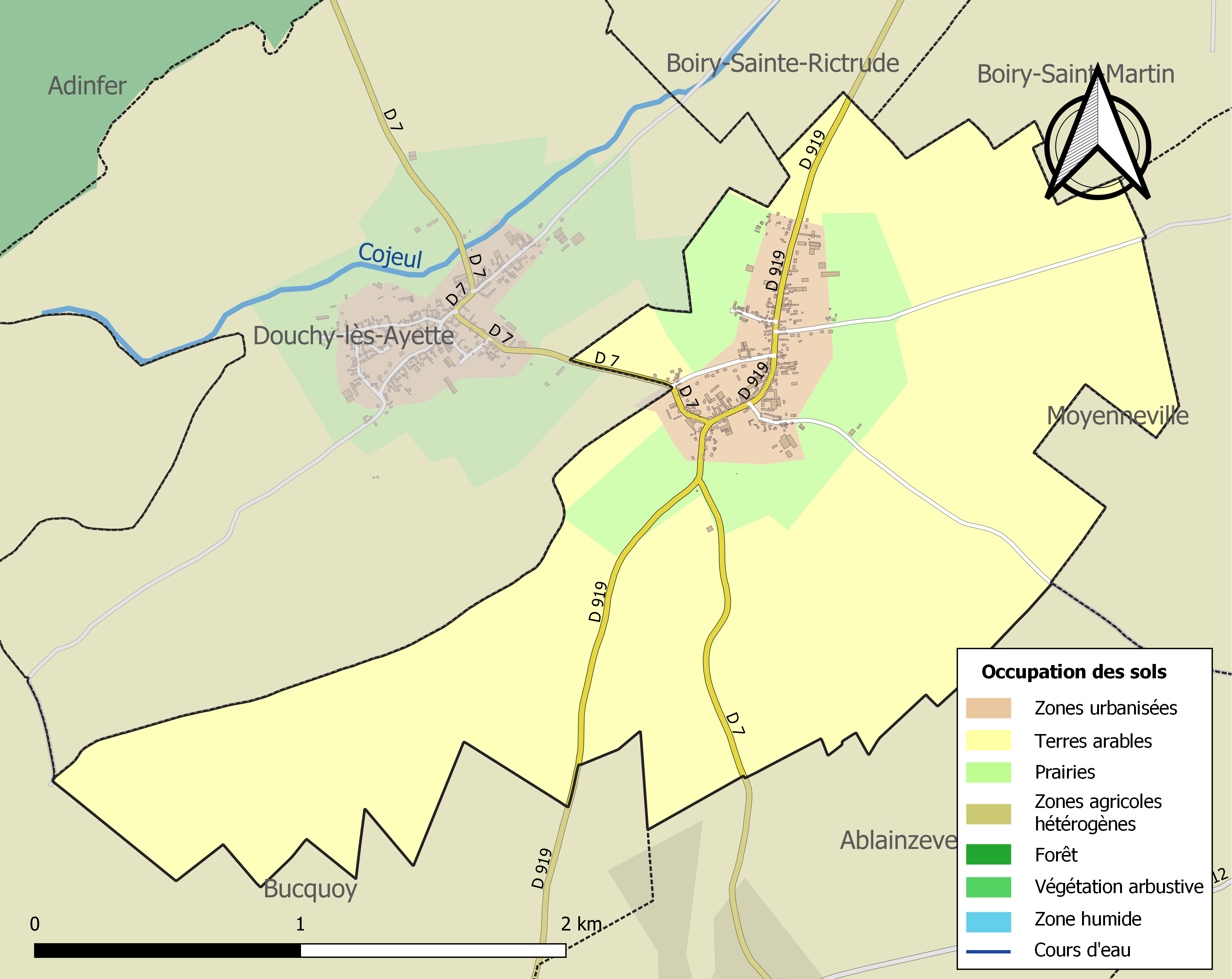
Carte des infrastructures et de l'occupation des sols de la commune en 2018 (CLC).

### Voies de communication et transports

#### Voies de communication
La commune est desservie par les routes départementales D 919 et la D 7.

#### Transport ferroviaire
La commune est située à proximité des gares d'Achiet et de Boisleux (environ 6 km) qui sont situées sur la ligne de Paris-Nord à Lille. Ce sont des haltes voyageurs de la Société nationale des chemins de fer français (SNCF), desservies par des trains TER Hauts-de-France.

## Toponymie
Le nom de la localité est attesté sous les formes Aista, Aiest en 1119 ; Haeste en 1150 ; Aeste de 1154 à 1159 ; Aesta en 1219 ; Aieste en 1265 ; Ayeste en 1273 ; Daieste au XIVe siècle ; Dayette en 1515 ; Aiette en 1545 ; Ayette au XVIIIe siècle ; Ayette depuis 1793 et 1801.
Le nom serait issu d'un nom de personne germanique Aisteus + -a.

## Histoire
L'histoire de la commune est consultable dans le Dictionnaire historique et archéologique du Pas-de-Calais paru en 1873 
.
Ayette est le fief d'une famille noble les Delattre d'Ayette.
En mai 1719, est érigée en comté la terre de Neuville (Neuville-Bourjonval) pour Christophe François Delattre , seigneur d'Ayette, gentilhomme de la province d'Artois. Il avait pour trisaïeul Jacques Delattre, allié à Marie Morel-Tangry, dont est né Adrien Delattre, seigneur d'Ayette, marié à Philippine de France. Le couple a eu pour enfant Adrien Delattre, seigneur de Valevillers marié le 26 mai 1611 à Iolande de Landas, dont est né Jean Philippe Delattre, seigneur d'Ayette, marié à Valentine Marie Madeleine de Boulogne, père et mère de Christophe François Delattre, l'exposant. Il a lui-même épousé le 6 août 1693 Marie Anne Françoise de Brias, (famille de Bryas?) fille de Charles Sylvestre de Brias, chevalier, seigneur de Valtencheux. La terre d'Ayette, relevant de la baronnie et terre du Grand-Leslete, consiste en une seigneurie vicomtière, droit de terrage, plusieurs fiefs qui en relèvent et grand nombre de censitaires (payant le cens), etc. etc..Charles Antoine Delattre d'Ayette, comte de Neuville, d'Ayette et Seninghem, marquis de Sainte-Marie, baron de Bayenghem, seigneur de Bucquoy et d'Ouchy en partie, de Liévin, des deux Beaussart, Waltencheux, etc., meurt en 1789. Il possédait un fief dans la châtellenie de Bourbourg.
La commune est décorée de la croix de guerre 1914-1918 par décret du 23 septembre 1920, distinction également attribuée à 276 autres communes du Pas-de-Calais.

La Seconde Guerre mondiale
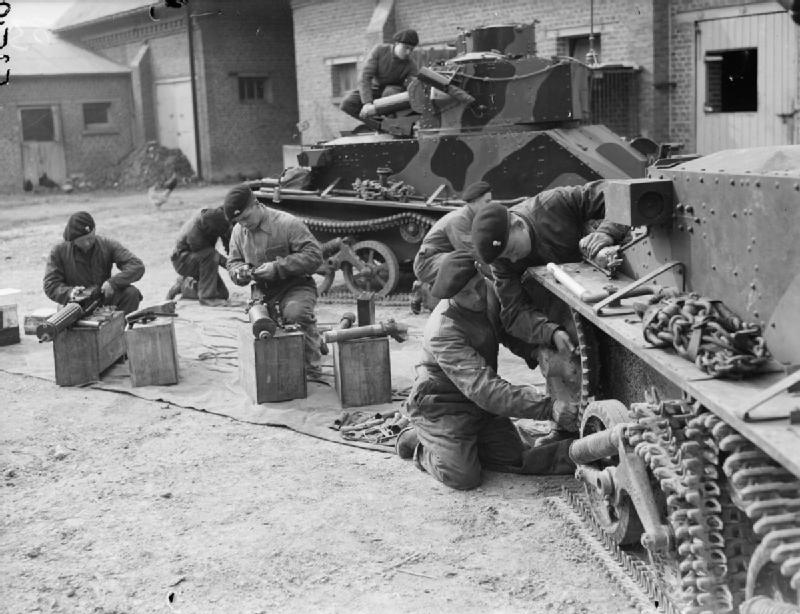
L'armée britannique à Ayette le 1er avril 1940.

## Politique et administration

### Découpage territorial
La commune se trouve dans l'arrondissement d'Arras du département du Pas-de-Calais, depuis 1801.

#### Commune et intercommunalités
La commune est membre de la communauté de communes du Sud-Artois.

#### Circonscriptions administratives
La commune est rattachée au canton de Bapaume. Avant le redécoupage cantonal de 2014, elle était, depuis 1801, rattachée au canton de Croisilles.

#### Circonscriptions électorales
Pour l'élection des députés, la commune fait partie de la première circonscription du Pas-de-Calais.

### Élections municipales et communautaires

#### Liste des maires
| Période                                  | Période                       | Identité           | Étiquette | Qualité     |
| ---------------------------------------- | ----------------------------- | ------------------ | --------- | ----------- |
| Les données manquantes sont à compléter. |                               |                    |           |             |
| mars 2001                                | 2008                          | Jean-Claude Cardon |           |             |
| mars 2008                                | 2014                          | Yves Maréchal      |           |             |
| 2014,                                    | 2020                          | Philippe Deruy     |           |             |
| 23 mai 2020                              | En cours (au 31 janvier 2020) | Fabien Tamayo      |           | Technicien, |

## Équipements et services publics

### Justice, sécurité, secours et défense
La commune dépend du tribunal judiciaire d'Arras, du conseil de prud'hommes d'Arras, de la cour d'appel de Douai, du tribunal de commerce d'Arras, du tribunal administratif de Lille, de la cour administrative d'appel de Douai et du tribunal pour enfants d'Arras.

## Population et société

### Démographie
Les habitants de la commune sont appelés les Ayettois.

#### Évolution démographique
L'évolution du nombre d'habitants est connue à travers les recensements de la population effectués dans la commune depuis 1793. Pour les communes de moins de 10 000 habitants, une enquête de recensement portant sur toute la population est réalisée tous les cinq ans, les populations de référence des années intermédiaires étant quant à elles estimées par interpolation ou extrapolation. Pour la commune, le premier recensement exhaustif entrant dans le cadre du nouveau dispositif a été réalisé en 2007.

En 2022, la commune comptait 328 habitants, en évolution de +0,61 % par rapport à 2016 (Pas-de-Calais : −0,72 %, France hors Mayotte : +2,11 %).
| 1793 | 1800 | 1806 | 1821 | 1831 | 1836 | 1841 | 1846 | 1851 |
| ---- | ---- | ---- | ---- | ---- | ---- | ---- | ---- | ---- |
| 340  | 320  | 398  | 447  | 472  | 462  | 464  | 460  | 484  |

| 1856 | 1861 | 1866 | 1872 | 1876 | 1881 | 1886 | 1891 | 1896 |
| ---- | ---- | ---- | ---- | ---- | ---- | ---- | ---- | ---- |
| 480  | 471  | 469  | 457  | 466  | 473  | 483  | 453  | 479  |

| 1901 | 1906 | 1911 | 1921 | 1926 | 1931 | 1936 | 1946 | 1954 |
| ---- | ---- | ---- | ---- | ---- | ---- | ---- | ---- | ---- |
| 473  | 448  | 437  | 313  | 325  | 330  | 332  | 315  | 298  |

| 1962 | 1968 | 1975 | 1982 | 1990 | 1999 | 2006 | 2007 | 2012 |
| ---- | ---- | ---- | ---- | ---- | ---- | ---- | ---- | ---- |
| 340  | 351  | 336  | 306  | 335  | 336  | 327  | 326  | 333  |

| 2017 | 2022 | - | - | - | - | - | - | - |
| ---- | ---- | - | - | - | - | - | - | - |
| 324  | 328  | - | - | - | - | - | - | - |

#### Pyramide des âges
En 2018, le taux de personnes d'un âge inférieur à 30 ans s'élève à 31,5 %, soit en dessous de la moyenne départementale (36,7 %). À l'inverse, le taux de personnes d'âge supérieur à 60 ans est de 25,2 % la même année, alors qu'il est de 24,9 % au niveau départemental.
En 2018, la commune comptait 163 hommes pour 160 femmes, soit un taux de 50,46 % d'hommes, légèrement supérieur au taux départemental (48,5 %).
Les pyramides des âges de la commune et du département s'établissent comme suit.
| Hommes | Classe d’âge | Femmes |
| ------ | ------------ | ------ |
| 0,6    | 90 ou +      | 0,6    |
| 6,8    | 75-89 ans    | 14,7   |
| 16,7   | 60-74 ans    | 10,8   |
| 25,1   | 45-59 ans    | 25,8   |
| 18,7   | 30-44 ans    | 17,3   |
| 16,4   | 15-29 ans    | 17,3   |
| 15,6   | 0-14 ans     | 13,5   |

| Hommes | Classe d’âge | Femmes |
| ------ | ------------ | ------ |
| 0,5    | 90 ou +      | 1,6    |
| 5,6    | 75-89 ans    | 8,9    |
| 16,7   | 60-74 ans    | 18,1   |
| 20,2   | 45-59 ans    | 19,2   |
| 18,9   | 30-44 ans    | 18,1   |
| 18,2   | 15-29 ans    | 16,2   |
| 19,9   | 0-14 ans     | 17,9   |

## Économie

### Revenus de la population et fiscalité
En 2019, dans la commune, il y a 139 ménages fiscaux qui comprennent 342 personnes pour un revenu médian disponible par unité de consommation de 23 950 euros, soit supérieur au revenu médian de la France métropolitaine qui est de 21 930 euros,.

## Culture locale et patrimoine

### Lieux et monuments
- L'église Saint-Libaire.
- Le monument aux morts[39].
- Le cimetière indien et chinois

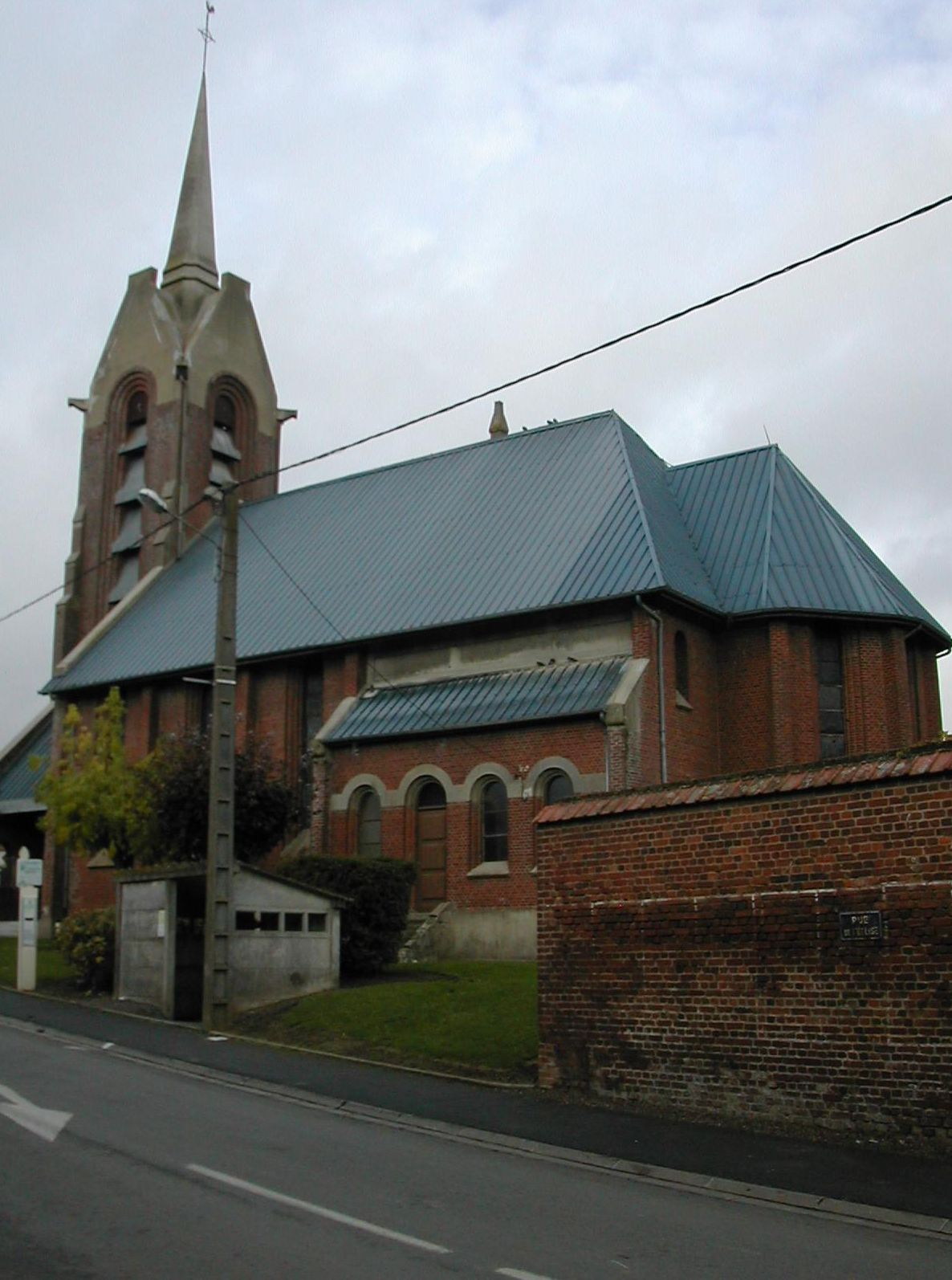
L'église.
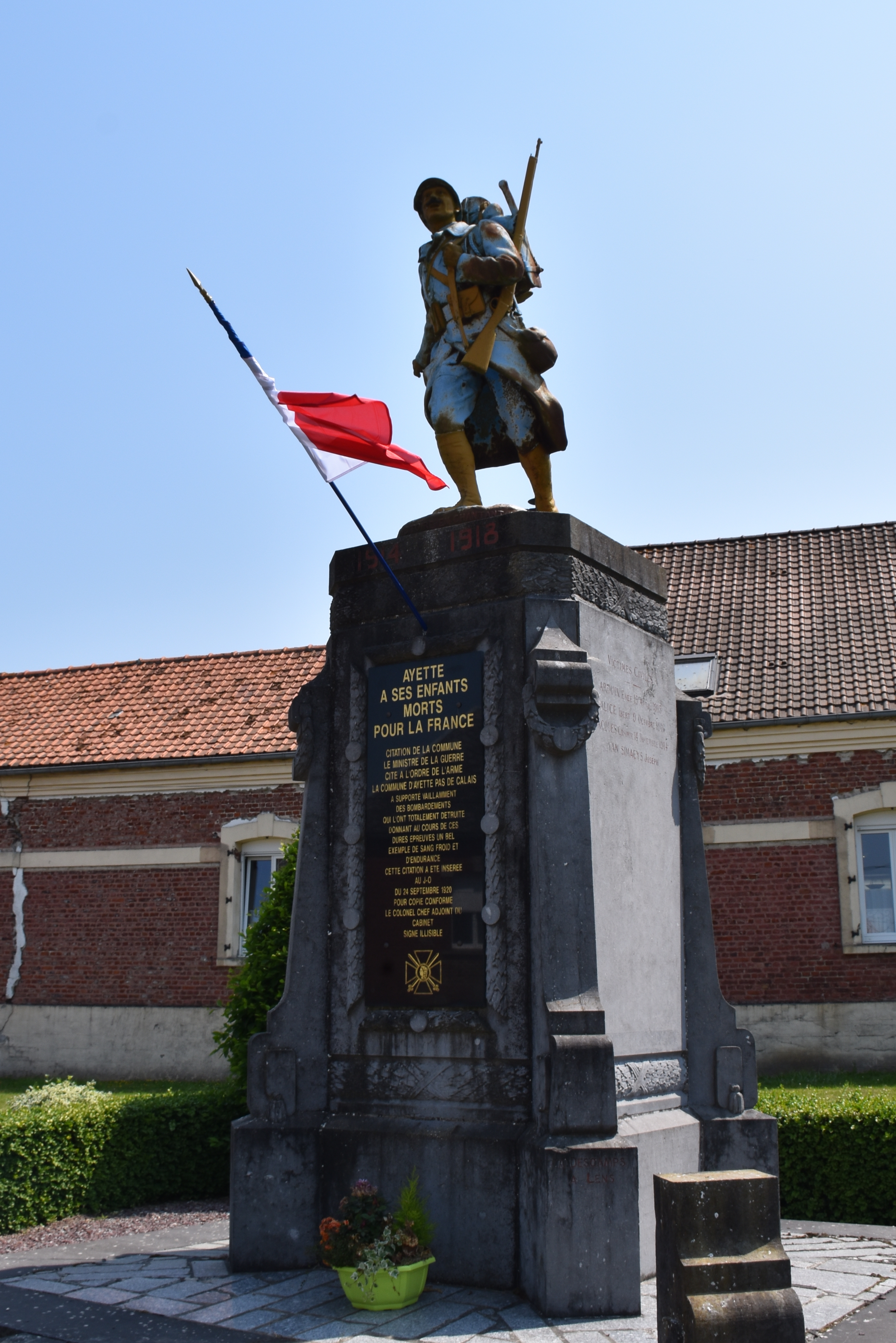
Le monument aux morts.
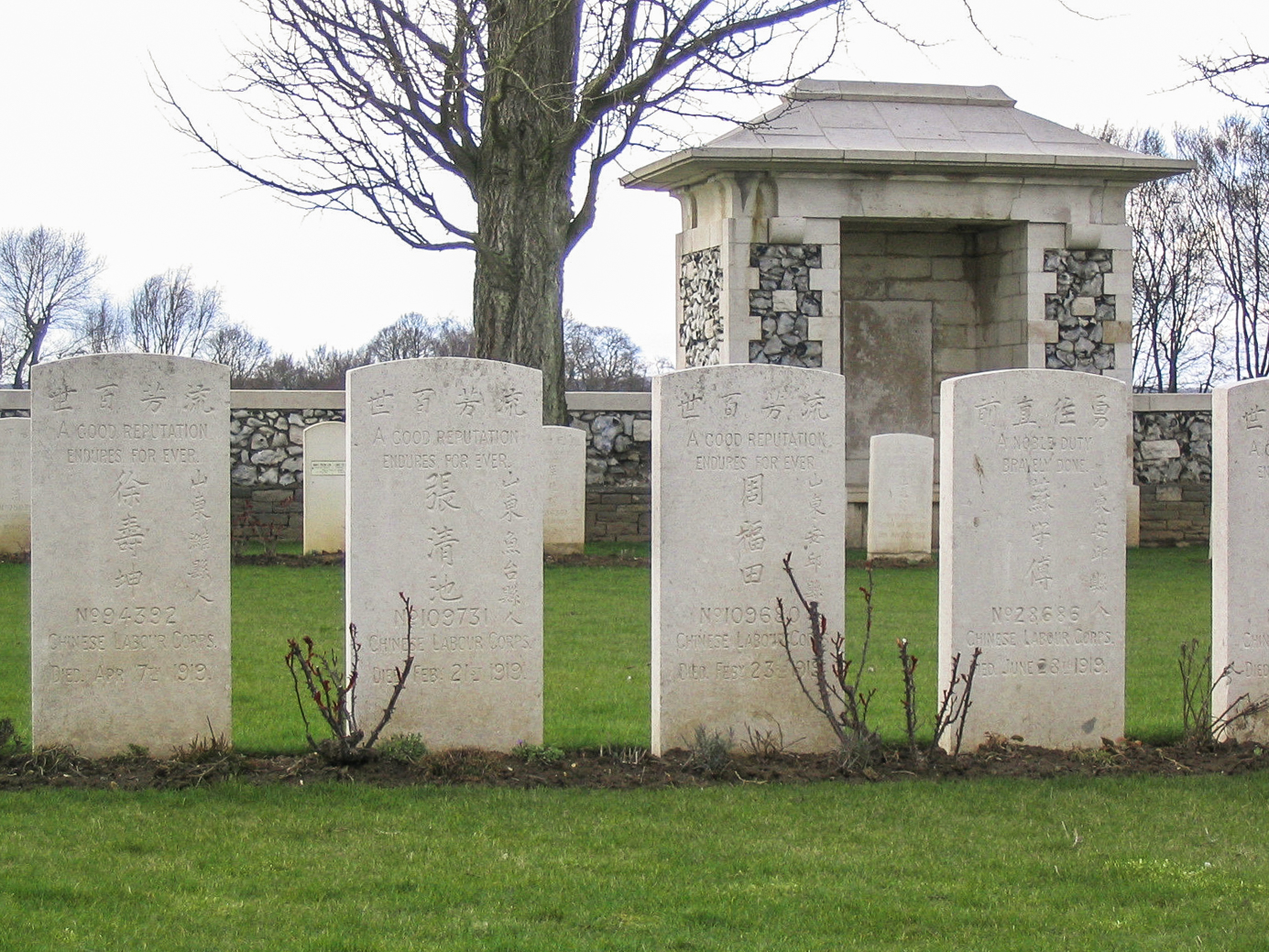
Le cimetière indien et chinois.

### Héraldique
| Blason de Ayette | Blason  | D'or à trois écussons d'azur, celui du chef dextre disparaissant sous un franc-quartier de gueules chargé d'une étoile d'or percée du champ. |
| Blason de Ayette | Détails | Adopté par la municipalité le 6 juin 1994.                                                                                                   |

## Pour approfondir